# マック・ウィルキンズ
マック・ウィルキンズ (Mac Wilkins、1950年11月15日 - )は、アメリカ合衆国の元陸上競技選手。
円盤投の選手として1976年モントリオールオリンピックと1984年ロサンゼルスオリンピックに出場。モントリオール大会では67.50mの記録で東ドイツのヴォルフガング・シュミットらを抑え金メダルを獲得。1980年モスクワオリンピックはアメリカのボイコットのため出場できなかったものの、1984年のロサンゼルス大会では66.30mの記録で銀メダルを獲得。8年ぶりの表彰台に立った。

## 自己ベスト
- 円盤投　70.98m (1980年)

## 主な実績
| 年   | 大会                   | 場所                         | 種目   | 結果 | 記録   |
| ---- | ---------------------- | ---------------------------- | ------ | ---- | ------ |
| 1976 | オリンピック           | モントリオール(カナダ)       | 円盤投 | 金   | 67.50m |
| 1977 | IAAFワールドカップ     | デュッセルドルフ(西ドイツ)   | 円盤投 | 2位  | 66.64m |
| 1979 | パンアメリカンゲームズ | サンファン(プエルトリコ)     | 円盤投 | 金   | 63.30m |
| 1979 | IAAFワールドカップ     | モントリオール(カナダ)       | 円盤投 | 2位  | 64.92m |
| 1984 | オリンピック           | ロサンゼルス(アメリカ合衆国) | 円盤投 | 銀   | 66.30m |